# Patrick Bacqueville
Patrick Bacqueville (* 13. August 1950 in Kiel) ist ein französischer Jazzposaunist und -sänger.
Bacqueville begann 1975 mit dem Banjospiel; dann wechselte er zur Posaune. Zunächst spielte er im Quartett von Olivier Franc. 1981 gründete er das Quartett Slapcats, mit dem er auch durchreisende Amerikaner wie Slim Gaillard begleitete. Seit 1983 gehörte er auch zur Ellingtonmania von François Biensan; ferner spielte er in der Parade Brass Band und im Paris Swing Orchestra. 1996 gründete er das Ensemble Just Gigolos (ab 1999 Gigolos), um heute mit Pink Turtle die Popmusik der 1970er Jahre zu interpretieren.

## Diskographische Hinweise
- Live au Mériden (2002)
- Los Gigolos Vol. 3 (2007)
- Pink Turtle Pop in Swing (2008)

## Lexikalische Einträge
- Philippe Carles, André Clergeat, Jean-Louis Comolli: Le nouveau dictionnaire du jazz. Édition Robert Laffont, Paris 2011, ISBN 978-2-221-11592-3

| Personendaten    | Personendaten                           |
| ---------------- | --------------------------------------- |
| NAME             | Bacqueville, Patrick                    |
| KURZBESCHREIBUNG | französischer Jazzposaunist und -sänger |
| GEBURTSDATUM     | 13. August 1950                         |
| GEBURTSORT       | Kiel                                    |